# Edith Brenneche Petersen
Edith Marie Brenneche Petersen (født 2. februar 1896 i København, død 8. september 1973 i Odense) var en dansk præst og en af de tre første kvinder, der blev ordineret i Folkekirken. Som følge af en lovgivning indført af kirkeminister Carl Hermansen i 1947 blev hun året efter sammen med Johanne Andersen og Ruth Vermehren ordineret af biskop Hans Øllgaard i Odense Domkirke. Danmark blev dermed det første land i verden med kvindelige præster. I 1948 blev hun udnævnt til hjælpepræst i Nørre Aaby-Indslev Pastorat i Fyens Stift, hvor hun hurtigt opnåede popularitet. I 1951 kom hun til Fredens Kirke i Odense.

## Opvækst, uddannelse og arbejde
Edith Brenneche Petersen var datter af manufakturhandler Heinrich Theodor Petersen (født 1864) og Ida Olivia Victoria Brenneche (født 1874).  Hun blev student fra Vedels Kursus i 1917 og begyndte at studere teologi ved Københavns Universitet og blev teologisk kandidat i 1927. Herefter havde hun forskelligt arbejde som husassistent, på kontor, på et bibliotek og som lærer. Hun var aktiv i menigheden i Solbjerg Sogn på Frederiksberg og holdt andagter i De Gamles By, men kunne ikke blive præst på grund af den daværende lovgivning.
Loven blev ændret i 1947, så der kunne udnævnes kvindelige præster i Folkekirken, og i april 1948 blev hun sammen med Johanne Andersen og Ruth Vermehren ordineret af Fyns biskop Hans Øllgaard i Skt. Knuds Kirke i Odense. Hun var allerede på forhånd blevet ansat som hjælpepræst i Nørre Aaby-Indslev pastorat (Nørre Aaby og Indslev Sogne), hvilket blev anset som overraskende i pressen i samtiden fordi Brenneche Petersen tilhørte Indre Mission, mens sognene var udpræget grundtvigske. Hun blev hurtigt populær i sognene, hvor hun blev et kendt syn, når hun færdedes på hest eller på cykel iført præstekjole på vej til husbesøg. Forholdet til Indre Mission var til gengæld dårligt, idet de ikke blot frasagde sig ethvert samarbejde med kvindelige præster, men direkte møntet på hende også tog afstand fra de kvindelige præster, der havde indremissionske rødder.
Stillingen som hjælpepræst var tidsbegrænset til et år. I 1951 lykkedes det hende at blive fastansat som kaldskapellan ved Fredens Kirke i Odense. Her lod Indre Mission som en konsekvens af hendes ansættelse deres missionær flytte fra sognet. Også i sin nye stilling gjorde hun en stor indsats i sognearbejdet, men var i slutningen af 1950’erne udsat for en ulykke, der medførte et svageligt helbred og betød, at hun i 1961 måtte gå på pension i en alder af 65 år.
Hun er begravet på Rising Kirkegård i Odense.

## Foredragsholder, politik og foreningsarbejde
Edith Brenneche Petersen var en påskønnet foredragsholder og talte især til møder og i oplysningsforbund om kristendom og politik. Hun var politisk aktiv i Retsforbundet, som hun var folketingskandidat for ved folketingsvalget i 1947. Hun var tillige det meste af sit voksne liv aktivt medlem af Dansk Kvindesamfund.